# Капітул
- Капітул[1] (від лат. «capitulum» — «глава, розділ») — у католицькій, англіканській та лютеранській церквах колегія духовенства вищого рангу, зокрема з-поміж каноніків (крилошанинів), яка існує при кафедральному храмі як дорадчий орган при єпископі. У разі смерті єпископа чи інших перешкод капітул править єпархією в особі вибраного нею капітулярного вікарія.

В Українській католицькій церкві капітул запроваджений австрійським урядом з початку XIX ст. і лише згодом затверджений Римською Курією. Львівський митрополичий капітул, утворений 1816 року, мав 10 крилошан, Перемиський (1816) — 8, Станиславівський (1885) — 6, Мукачівський — 7, Пряшівський — 6, Крижевецький — 5. 
У Православній церкві капітулу аналогічна єпископська консисторія. 
- Капітул[1] — організаційна одиниця масонів Королівської арки, а також деяких інших масонських орденів і послухів (Орден Східної зірки, Лицарі Храму, Доньки Йова й ін.).

- Капітул[1] у деяких державах, наприклад в царській Росії, почесна колегія, яка нагороджувала певними відзнаками і орденами.